# Veriora
Pour la commune (jusqu'en 2017), voir Veriora (ancienne commune).
Veriora est un petit bourg de la commune de Räpina, situé dans le comté de Põlva en Estonie. Avant octobre 2017, il était le chef-lieu de la commune de Veriora.
La population s'élevait à 409 habitants en 2011 et à 405 habitants en 2020.